# Giro del Friuli 1989
Il Giro del Friuli 1989, sedicesima edizione della corsa, si svolse il 6 maggio 1989 su un percorso di 224,5 km. La vittoria fu appannaggio del polacco Lech Piasecki, che completò il percorso in 5h42'00", alla media di 39,386 km/h, precedendo gli italiani Maurizio Fondriest e Roberto Gusmeroli.

## Ordine d'arrivo (Top 10)
| Pos. | Corridore                 | Squadra                          | Tempo    |
| ---- | ------------------------- | -------------------------------- | -------- |
| 1    | Lech Piasecki             | Malvor-Sidi                      | 5h42'00" |
| 2    | Maurizio Fondriest        | Del Tongo                        | s.t.     |
| 3    | Roberto Gusmeroli         | Atala-Ofmega                     | a 0'05"  |
| 4    | Gianbattista Baronchelli  | Titanbonifica-Viscontea-Sidermec | a 0'09"  |
| 5    | Massimiliano Lelli        | Atala-Ofmega                     | a 0'18"  |
| 6    | Mauro Antonio Santaromita | Fanini-Pepsi Cola-Alba Cucine    | a 0'21"  |
| 7    | Marco Zen                 | Del Tongo                        | a 0'34"  |
| 8    | Fabrizio Nespoli          | Jolly Componibili-Club 88        | a 1'28"  |
| 9    | Maurizio Vandelli         | Atala-Ofmega                     | s.t.     |
| 10   | Angelo Canzonieri         | Fanini-Pepsi Cola-Alba Cucine    | s.t.     |